# 타입스크립트
타입스크립트(TypeScript)는 자바스크립트의 슈퍼셋인 오픈소스 프로그래밍 언어이다. 마이크로소프트에서 개발, 유지하고 있으며 엄격한 문법을 지원한다. C#의 리드 아키텍트이자 델파이, 터보 파스칼의 창시자인 아네르스 하일스베르(Anders Hejlsberg)가 개발에 참여한다. 클라이언트 사이드와 서버 사이드를 위한, 프론트백 통합 개발에 사용할 수 있다.
타입스크립트는 자바스크립트 엔진을 사용하면서 커다란 애플리케이션을 개발할 수 있게 설계된 언어이다. 자바스크립트의 슈퍼셋이기 때문에 자바스크립트로 작성된 프로그램이 타입스크립트 프로그램으로도 동작한다.
타입스크립트에서 자신이 원하는 타입을 정의하고 프로그래밍을 하면 자바스크립트로 컴파일되어 실행할 수 있다.
타입스크립트는 모든 운영 체제, 모든 브라우저, 모든 호스트에서 사용 가능한 오픈 소스이다.

## 언어 기능

### 타입 어노테이션
```
function
 
add
(
left
:
 
number
,
 
right
:
 
number
)
:
 
number
 
{

	
return
 
left
 
+
 
right
;

}

```

#### 선언 파일
```
declare
 
namespace
 
arithmetics
 
{

    
add
(
left
:
 
number
,
 
right
:
 
number
)
:
 
number
;

    
subtract
(
left
:
 
number
,
 
right
:
 
number
)
:
 
number
;

    
multiply
(
left
:
 
number
,
 
right
:
 
number
)
:
 
number
;

    
divide
(
left
:
 
number
,
 
right
:
 
number
)
:
 
number
;

}

```

### 클래스
```
class
 
Person
 
{

    
private
 
name
:
 
string
;

    
private
 
age
:
 
number
;

    
private
 
salary
:
 
number
;

    
constructor
(
name
:
 
string
,
 
age
:
 
number
,
 
salary
:
 
number
)
 
{

        
this
.
name
 
=
 
name
;

        
this
.
age
 
=
 
age
;

        
this
.
salary
 
=
 
salary
;

    
}

    
toString
()
:
 
string
 
{

        
return
 
`
${
this
.
name
}
 (
${
this
.
age
}
) (
${
this
.
salary
}
)`
;
 
// As of version 1.4

    
}

}

```

### 제네릭스
```
function
 
doSomething
<
T
>
(
arg
:
 
T
)
:
 
T
 
{

    
return
 
arg
;

}

```

## 출시 역사
| 버전 번호 | 출시일           |
| --------- | ---------------- |
| 0.8       | 2012년 10월 1일  |
| 0.9       | 2013년 6월 18일  |
| 1.0       | 2014년 4월 12일  |
| 1.1       | 2014년 10월 6일  |
| 1.3       | 2014년 11월 12일 |
| 1.4       | 2015년 1월 20일  |
| 1.5       | 2015년 7월 20일  |
| 1.6       | 2015년 9월 16일  |
| 1.7       | 2015년 11월 30일 |
| 1.8       | 2016년 2월 22일  |
| 2.0       | 2016년 9월 22일  |
| 2.1       | 2016년 11월 8일  |
| 2.2       | 2017년 2월 22일  |
| 2.3       | 2017년 4월 27일  |
| 2.4       | 2017년 6월 27일  |
| 2.5       | 2017년 8월 31일  |
| 2.6       | 2017년 10월 31일 |
| 2.7       | 2018년 1월 31일  |
| 2.8       | 2018년 3월 27일  |
| 2.9       | 2018년 5월 14일  |
| 3.0       | 2018년 7월 30일  |
| 3.1       | 2018년 9월 27일  |
| 3.2       | 2018년 11월 30일 |
| 3.3       | 2019년 1월 31일  |
| 3.4       | 2019년 3월 29일  |
| 3.5       | 2019년 5월 29일  |
| 3.6       | 2019년 8월 28일  |
| 3.7       | 2019년 11월 5일  |
| 3.8       | 2020년 2월 20일  |
| 3.9       | 2020년 5월 12일  |
| 4.0       | 2020년 8월 20일  |
| 4.1       | 2020년 11월 19일 |
| 4.2       | 2021년 2월 25일  |
| 4.3       | 2021년 5월 26일  |
| 4.4       | 2021년 8월 26일  |
| 4.5       | 2021년 11월 17일 |
| 4.6       | 2022년 2월 28일  |
| 4.7       | 2022년 5월 24일  |
| 4.8       | 2022년 8월 25일  |
| 4.9       | 2022년 11월 15일 |
| 5.0       | 2023년 3월 16일  |

## 같이 보기
- 다트 (프로그래밍 언어)
- 코틀린 (프로그래밍 언어)
- 퓨어스크립트